# Can Sagalés
Can Sagalés és un edifici del municipi de Vilassar de Mar (Maresme) que forma part de l'Inventari del Patrimoni Arquitectònic de Catalunya. És un edifici civil. Dins el conjunt d'edificacions del carrer de Sant Roc, aquesta casa presenta una façana de doble amplada, amb quatre cossos.

## Descripció
Està adossada pels dos murs laterals. Consta de planta baixa i dos pisos. Encara que es presenta com un tot unitari, es tracta de dos habitatges bessons que comparteixen fins i tot la balconada central, però que tenen les portes d'accés diferenciades. En el conjunt destaca especialment la rica ornamentació a base d'esgrafiats amb motius florals que cobreix totalment els dos pisos de l'edifici. Sobresurten també el trencaaigües de les finestres, amb motius vegetals i elements florals de tipus eclèctic, així com les finestres del pis superior, geminades per una columneta més o menys clàssica i les mènsules de la cornisa. És de destacar el treball de les baranes de ferro.

## Història
El carrer de Sant Roc és un dels més interessants de Vilassar de Mar per l'homogeneïtat dels seus edificis, especialment en el tractament de les façanes. La majoria d'aquestes construccions foren realitzades o refetes entre finals del segle xix i principis del XX.